# ضريح ومقبرة محمود علي
ضريح ومقبرة محمود علي (بالفارسية: آرامگاه و قبرستان محمود علی) هو ضريح تاريخي يعود إلى القرن الحادي عشر الهجري، ويقع في مقاطعة انديمشك.